# Loda Halama
Loda Halama (eigentlich Leokadia Halama; * 20. Juli 1911 in Czerwińsk nad Wisłą; † 13. Juli 1996 in Warschau) war eine polnische Tänzerin und Schauspielerin.

## Leben
Loda Halama wurde 1911 in Czerwińsk nad Wisłą geboren, während einer Tournee ihrer Eltern, der Tänzerin Marta Cegielska und des Artisten Stanislaw Halama. Als Sechsjährige begann sie in Zirkusvorstellungen aufzutreten und tanzte später auch gemeinsam mit ihrer Mutter und ihren Schwestern. In den 1920er Jahren traten sie als „Halamki“ in Warschau unter anderem im Theater Morskie Oko auf, nach ihrer Auflösung machte sich Loda in der Warschauer Kabarettszene einen Namen. Zu Beginn der 1930er Jahre studierte sie Tanz in Dresden und war nach ihrer Rückkehr nach Polen auf den Warschauer Bühnen erfolgreich, unter anderem als Primaballerina an der Warschauer Oper. Sie trat auch in Paris auf, wo ihr ein Auftritt im Vieux Colombier die Türen zu anderen internationalen Auftritten öffnete. So tanzte sie auch in New York und Chicago, wo sie auch als Choreografin arbeitete. Durch ihre Arbeit als Tänzerin ergaben sich auch Möglichkeiten, in der Stummfilmzeit als Tänzerin in Filmen aufzutreten. Mit Beginn des Zweiten Weltkriegs ging sie in die Schweiz, kam aber noch 1940 wieder nach Warschau zurück, wo sie für den Zentralen Wohlfahrtsrat (RGO) arbeitete und Verwundete versorgte. Zurück in der Schweiz gab sie Veranstaltungen, um Spenden für das Polnische Rote Kreuz zu sammeln.
Nach Kriegsende verblieb Loda Halama im Exil und lebte von 1948 ein Jahrzehnt in Hollywood. Hier war sie primär im Immobiliengeschäft tätig, bevor sie 1959 nach London zog. In der Spielzeit 1959/1960 gastierte sie am Syrena-Theater in Warschau, woraufhin sie wieder häufiger ihr Heimatland besuchte und zwischen London und Warschau hin- und herwechselte.
Loda Halama starb 1996 in Warschau und wurde auf dem Powązki-Friedhof begraben.

## Filmografie
- 1927: Uśmiech losu
- 1927: Ziemia obiecana
- 1933: Prokurator Alicja Horn
- 1934: Kocha, lubi, szanuje
- 1935: Manewry miłosne
- 1936: Der galante König (August der Starke)
- 1936: Fredek uszczęśliwia świat
- 1937: Abenteuer in Warschau (Dyplomatyczna żona)
- 1937: Parada Warszawy
- 1939: Kłamstwo Krystyny
- 1960: Endstation Mord (Gambling House)